# シブヤらいぶ館
『シブヤらいぶ館』（シブヤらいぶかん）は、NHKデジタル衛星ハイビジョン、衛星第2テレビ並びにNHKワールド・プレミアムにて2006年4月から2007年3月まで1年間放送された公開番組である。

## 概要
2005年度に放送された「BSふれあいホール」を発展させた同番組は、毎週月曜日と火曜日にみんなの広場ふれあいホール（NHK放送センターの敷地内にあるオープンスタジオ）を会場に収録され、その模様を1ヶ月程度後に放送するというものであった。
2007年3月をもって終了、4月2日より後継番組「BSふれあいステージ」へと継承された。

## 放送時間
デジタル衛星ハイビジョンでは月 - 木 23:00 - 23:45、衛星第2テレビでは月 - 木 18:00 - 18:45、NHKワールド・プレミアムでは火 - 金 0:15 - 1:00にそれぞれ放送していた。
衛星第2テレビとNHKワールド・プレミアムは、デジタル衛星ハイビジョンの初回放送より1週遅れの放送だった。

## 放送するイベント

### 月曜日隔週収録
「演歌一本勝負」（月曜日放送）
毎回演歌歌手が登場し、その持ち歌の数々を熱唱。司会進行は比留木剛史。2007年4月からの「BSふれあいステージ」でもこのコーナーは引き続き放送され、タイトルは｢演歌いっぽん勝負」に改め、司会進行は水前寺清子が務めた。
「お好み寄席」（火曜日放送）
漫才・落語・漫談・講談・浪曲などの伝統話芸などを披露する。コーナーとして、毎回以下のいずれかが放送される。
- 「師弟競演」
落語・漫才・講談などの師匠と弟子のインタビューと、それぞれが演じる演目が披露される。
- 「長講一席」
一人の演者を招いて落語・講談・浪曲等をじっくりと放送時間いっぱいに演じてもらい、インタビュー等もある。
- 「演芸○題」
主に漫才・コント他、様々な色物の演芸を数組放送（なので「演芸○題」、「○題」は　その時の演者の数による）。
- 「花の落語家六人衆」
「お笑いブレインバトル」として「六人衆」（桂竹丸、初音家左橋、三遊亭笑遊、9代目春風亭柏枝、6代目立川文都、桂小南治（現：3代目桂小南））が「名人」のランク[1]を目指し、とんちを利かせた答えを出すというもので（大喜利風な物）、最終的に「名人」のランクにいた落語家が落語を一席披露できるという特典がある。スーパーバイザーとして2代目橘家蔵之助が「お笑いブレインバトル」の手伝い及び「落語エンタメ塾」を担当。司会進行は中川緑。

### 火曜日隔週収録
「シング・シング・シング」（木曜日放送）
毎回ヴォーカリスト系（演歌は除く）の音楽家を招待して、熱唱の数々を楽しむ。司会進行は徳田章。
「歌のない音楽会」（水曜日放送）
こちらはヴォーカリスト以外の分野の音楽家を招き、インストゥルメンタル（歌なし）の音楽演奏の数々を楽しむ。司会進行は渡邊あゆみ。

## 備考
- 放送曜日の月曜日・水曜日・木曜日は音楽系統のライブに対し、火曜日は演芸系統のライブであった。
- 2006年6月と12月には「ナニワらいぶ館」として放送されたことがあるが、収録会場がNHK大阪ホールであるほかは基本的に「シブヤらいぶ館」と同一の内容だった。